# Et Cetera
„Et Cetera“ je píseň irské zpěvačky Sinéad Mulvey a rockové kapely Black Daisy, se kterou reprezentovali Irsko na Eurovision Song Contest 2009 v Moskvě. Píseň složil mnohonárodnostní tým skladatelů, který sestával z Nialla Mooneyeho (Irsko), Jonase Gladnikoffa (Švédsko), Daniele Morettiho (Itálie) a Christiny Schilling (Dánsko).
Píseň soutěžila ve druhém semifinále 14. května 2009, ale do finále soutěže se nedokázala kvalifikovat. Bylo to už podruhé v řadě a potřetí za 5 let, kdy se země nedokázala dostat do finále.
Byla zvolena 20. února 2009 v rámci speciálního ročníku show Late Late Show. RTÉ si za porotce vybrala Jerryho Springera, Marty Whelana a Lindu Martin, kteří následně hodnotili všechny písně ucházající se o reprezentaci Irska v Moskvě. Finále vyhrála se 78 body z 80 možných. Body byly udělovány ve dvou fázích – v první byly započteny body národních porot, ve druhé hlasy ze strany diváků.
Píseň byla vydána jako singl vydavatelstvím Sony BMG 1. května v Irsku, a to jako CD a pro digitální stažení. Píseň debutovala v irských žebříčcích na pozici 15 a nejvýše byla na pozici 6.

## Seznam písní
1. „Et Cetera“ — 2:59

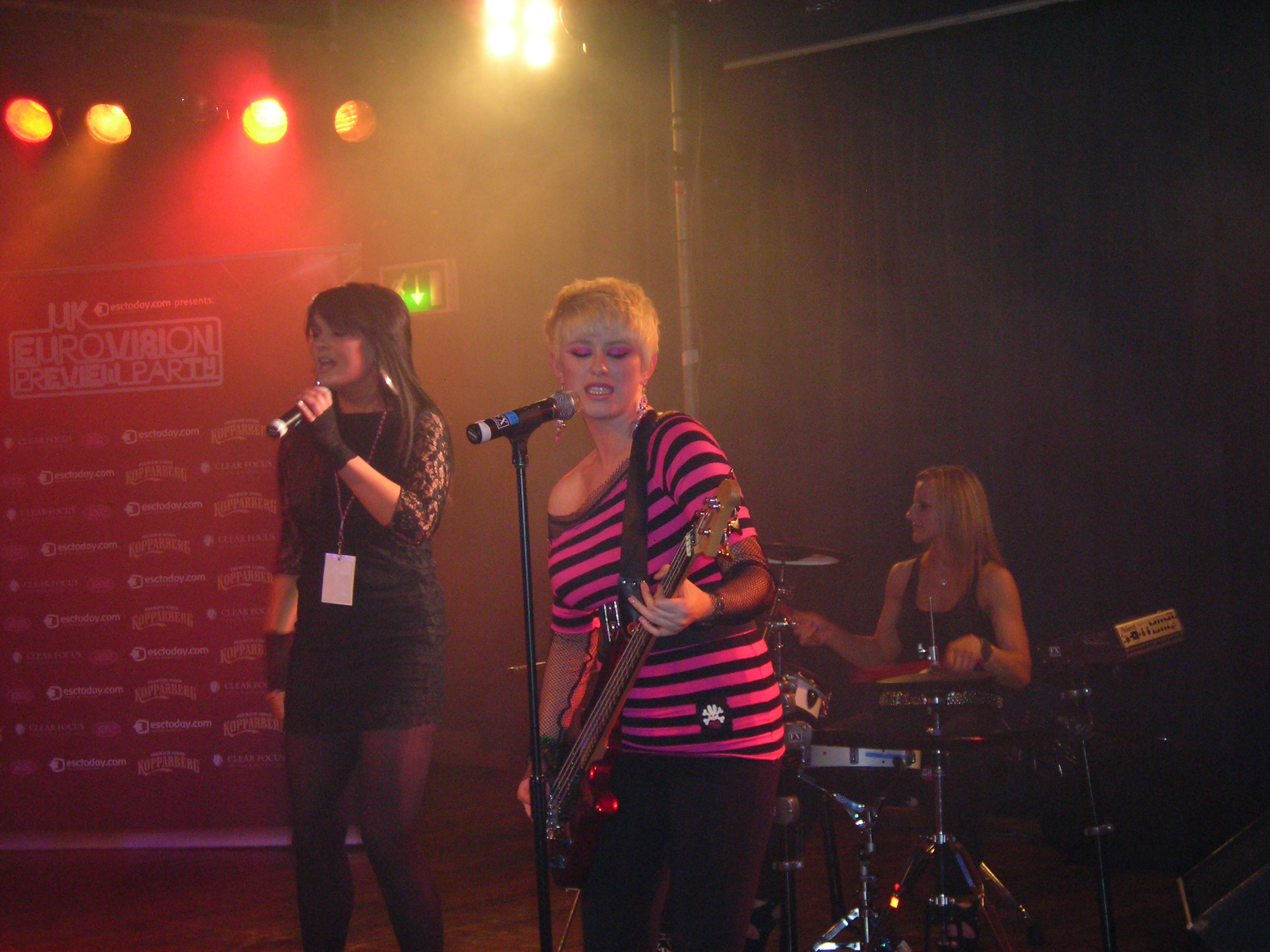
Black Daisy a Sinéad Mulvey vystupují s písní „Et Cetera“ (17. dubna 2009, Londýn)

2. „Et Cetera“ (Extravaganza Mix) — 3:31
3. „Et Cetera“ (Instrumental) — 3:00

## Žebříčky
| Žebříček (2009)     | Nejvyšší pozice |
| ------------------- | --------------- |
| Irish Singles Chart | 6               |